# Bacteria helicoidal
En bacteriología: una bacteria helicoidal o bacteria espiral son bacterias con morfología helicoidal o espiral que constituyen uno de los tres tipos de morfología bacteriana junto con los bacilos y los cocos. Las bacterias helicoidales se pueden subclasificar en "espirilos" y "espiroquetas" de acuerdo con la forma, el número de giros por célula, el grosor de la célula, la flexibilidad celular y la motilidad.

## Espirilos

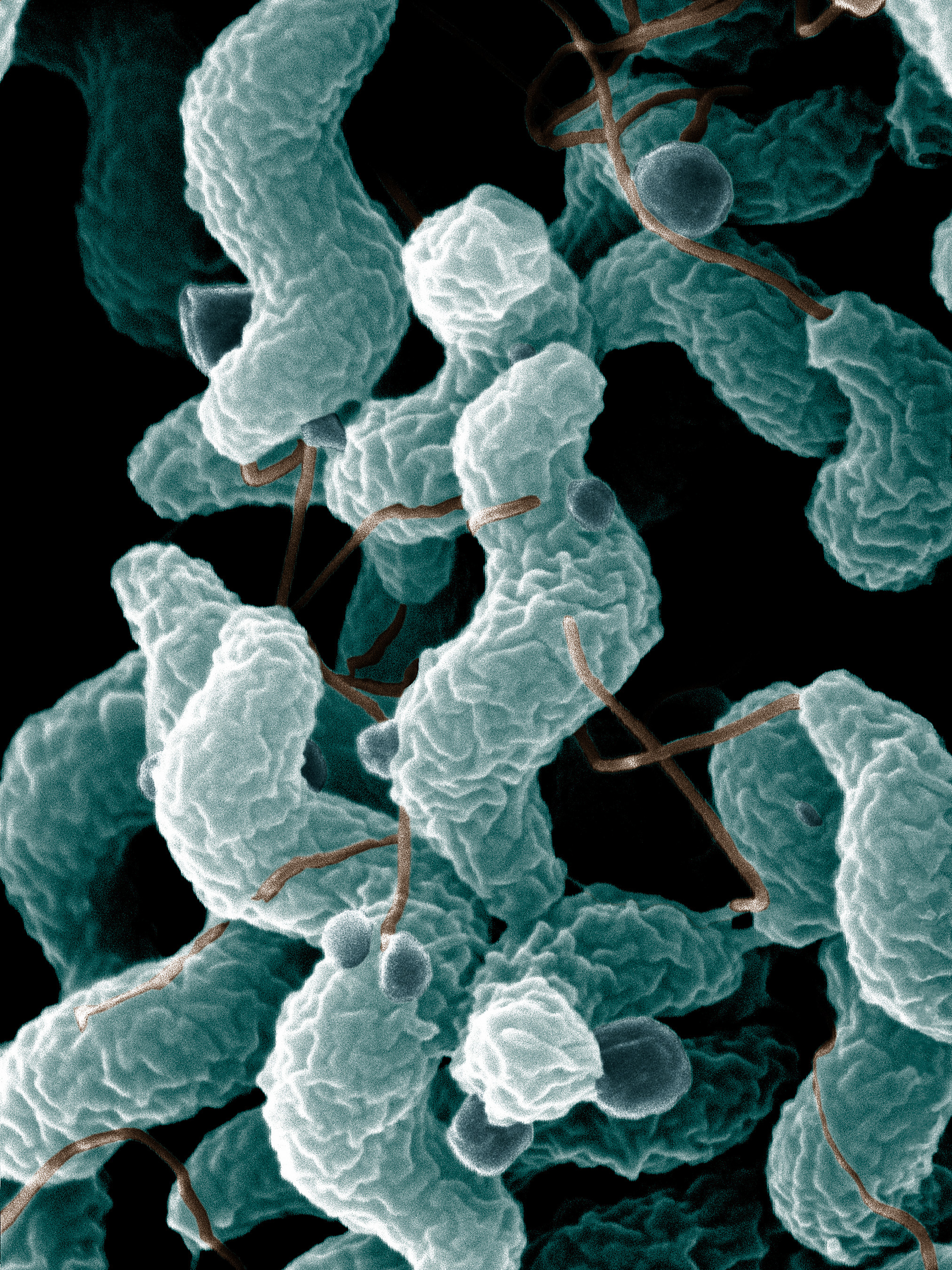
Campylobacter jejuni, ejemplo de una bacteria espirila.

Los espirilos o también Spirillum, son bacterias helicoidales rígidas generalmente gramnegativas y con frecuencia tienen flagelos externos de tipo lofotrico o anfitrico. Ejemplos de bacterias espirilas son:
- Las especies del género Spirillum que son bacterias microaerofilias que se encuentran en aguas dulces.
- Las especies del género Campylobacter, como Campylobacter jejuni, un patógeno transmitido por los alimentos que causa la campilobacteriosis.
- Las especies del género Helicobacter, como Helicobacter pylori, una causa de úlceras pépticas.

## Espiroquetas

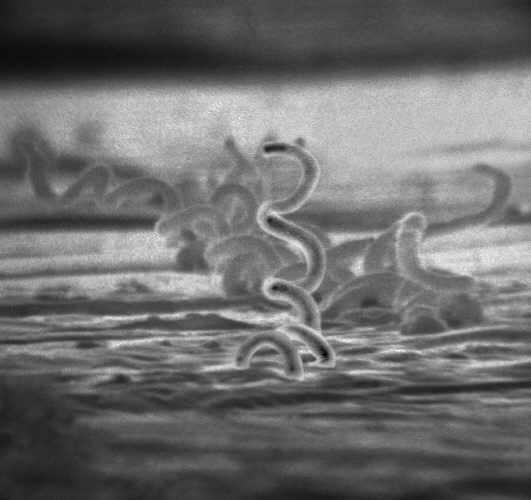
Treponema pallidum, una espiroqueta.

Las espiroquetas son bacterias helicoidales muy delgadas, alargadas y flexibles que se mueven a través de flagelos periplásmicos internos, es decir dentro de su membrana externa. Hasta ahora todas las espiroquetas se clasifican en el filo Spirochaetota y son bacterias gramnegativas. Debido a sus propiedades morfológicas, las espiroquetas son difíciles de teñir con Gram, pero pueden visualizarse mediante microscopía de campo oscuro o tinción de Warthin-Starry. Ejemplos de espiroquetas son:
- Las especies del género Leptospira, que causan la leptospirosis.
- Las especies del género Borrelia, como Borrelia burgdorferi, una bacteria transmitida por garrapatas que causa la enfermedad de Lyme.
- Las especies del género Treponema, como Treponema pallidum, cuya subespecie causa la treponematosis, incluida la sífilis.